# الحرب الرشيدية الكويتية
الحرب الرشيدية الكويتية هي صراع بين إمارة الكويت و آل سعود  ضد آل رشيد والتي دارت رحاها في الفترة من 1900 إلى 1901. بدأت في منتصف ديسمبر 1900،  عندما شن أمير الكويت مبارك الصباح غارة على وسط الجزيرة العربية. وشهدت نجاحًا أوليًا معتدلًا، حيث تحرك الكويتيون إلى نجد في نهاية فبراير 1901،  واستولوا على عنيزة وبريدة والزلفي بحلول 11 مارس.  تم الاستيلاء على معظم الرياض أيضًا (باستثناء القلعة حصار )، حيث حاول الكويتيون السير نحو حائل ،  وفي 11 مارس بدأ الكويتيون مطاردة أمير جبل شمر، الذي كان يعتقد أنه في محيط حائل .  ومع ذلك، شهد النجاح الكويتي انتكاسة في 17 مارس 1901  عندما هُزم الجيش الكويتي في معركة الصريف .  عند سماع هذه الهزيمة، تراجع ابن سعود ، الذي كان يحاصر قصر المصمك في الرياض (الذي دافع عنه عجلان بن محمد العجلان)، على عجل إلى الكويت،  وتبعه أمير الكويت، ووصل إلى الكويت في 31 مارس.  حاول أمير جبل شمر، عبد العزيز بن متعب ، متابعة هذا النصر حصار الجهراء ، لكنه انسحب من الكويت بعد فشله في الاستيلاء على الجهراء لمدة 2-3 أسابيع. 

## المعارك
- حصار الجهراء (1900)
- معركة الرخيمة (1901)
- معركة الصريف (1901)
- الإسترداد الرياض (1901-1902)

## حصار الجهراء (1900)
في الفترة 1900 حاول أمير جبل شمر، عبد العزيز بن متعب ، متابعة هذا النصر بمحاصرة الجهراء ، لكنه انسحب من الكويت بعد فشله في الاستيلاء على الجهراء لمدة 2-3 أسابيع.

## معركة الرخيمة (1901)
قامت قبائل شمر تغير على الأعراب المقيمة على حدود الكويت الشمالية وتحاول الاستيلاء على القوافل الخارجة منها والأعراب القاطنة بشمال حدود الكويت. اشتاط غضباً حاكم الكويت الشيخ مبارك الصباح فضاق ذرعاً من تلك القبائل المعتدية، فسير جيشاً من الكويت بقيادة أخيه الشيخ حمود الصباح وولده الشيخ جابر المبارك الصباح وحامل البيرق (إبراهيم بن عبد الله المزين) وأمرهم بالهجوم على إحدى قبائل شمر الداخلة في معية عبد العزيز آل رشيد، فهجم جيش مبارك الصباح عليهم واستولو على كثير من أموالهم وألوف من الغنم والإبل وكانت الواقعة شديدة عليهم.